# 안드레 그레이
안드레 앤서니 그레이(Andre Anthony Gray, 1991년 6월 26일 ~ )은 잉글랜드 태생의 자메이카 축구선수이다. 현재 소속팀은 알리야드이며, 포지션은 스트라이커이다.

## 수상

#### 클럽
루턴 타운
- 내셔널리그 (1): 2013–14

번리
- 챔피언십 (1): 2015–16

### 개인
- 챔피언십 골든 부츠: 2015–16
- 챔피언십 올해의 선수: 2015–16
- 챔피언십 이달의 선수: 2014년 11월
- 풋볼 리그 금주의 팀: 2014년 11월 3-9일
- 내셔널 리그 골든 부츠: 2013–14
- 내셔널 리그 올해의 팀: 2013–14
- 루턴 타운 올해의 유망주: 2013–14
- 내셔널 리그 이달의 선수: 2014년 2월
- FA컵 이 라운드의 선수: 2012–13 (4차 예선)